# Propranolol
Propranolol é um fármaco anti-hipertensivo indicado para o tratamento e prevenção do infarto do miocárdio, da angina, de arritmias cardíacas, bem como da enxaqueca e alívio da ansiedade.
Pode ser utilizado associado ou não a outros medicamentos para o tratamento da hipertensão. É um bloqueador-beta adrenérgico.
Propranolol é um bloqueador-beta adrenérgico não-seletivo usado principalmente no tratamento da hipertensão. Foi o primeiro beta bloqueador de sucesso desenvolvido. Propranolol está disponível em forma genérica de cloridrato de propranolol, assim como um produto da AstraZeneca e a Wyeth sob os nomes comerciais Inderal, Inderal LA, Avlocardyl (também disponível em forma de absorção prolongado chamado "Avlocardyl Retard"), Deralin, Dociton, Inderalici, InnoPran XL , Sumial, Anaprilinum (dependendo da taxa de mercado e lançamentos), Bedranol SR (Sandoz). Pode ser também utilizado no tratamento de Tremor Essencial e Feocromocitoma.
O propranolol é também hoje o tratamento mais eficaz para o hemangioma infantil. A descoberta da sua ação deu-se em 2008, por médicos franceses. Foi sintetizado por Sir. James Whyte Black, também descobridor da cimetidina.
Após inúmeras pesquisas, constatou-se que o propranolol tem uma ação específica sobre a biologia das células que compõe o hemangioma infantil.
Propranolol é uma das substâncias proibidas nos Jogos Olímpicos, provavelmente para a sua utilização no controle de tremores. Ela foi tomada por Kim Jong Su, um atirador norte-coreano que ganhou duas medalhas nos Jogos Olímpicos de 2008. Ele foi o primeiro atirador olímpico a ser desclassificado por uso de drogas.
É usado, há várias décadas, no tratamento de hipertensão arterial, insuficiência cardíaca e arritmias. É um betabloqueador não seletivo antagonista dos receptores beta1 e beta2, causando a bradicardia, a hipotensão e a hipoglicemia.

## Indicações
- Angina Pectoris
- Arritmias cardíacas
- Feocromocitoma
- Tremor Essencial
- Paralisia periódica tirotóxica (altas doses)
- Enxaqueca
- Hemangioma Infantil.

## Contraindicações
Este fármaco é contraindicado em casos de:
- Choque cardiogênico
- Bradicardia sinusal
- Asma brônquica
- Diabetes
- Gravidez
- Lactação
- Broncoespasmo